# St. Peter (Westum)

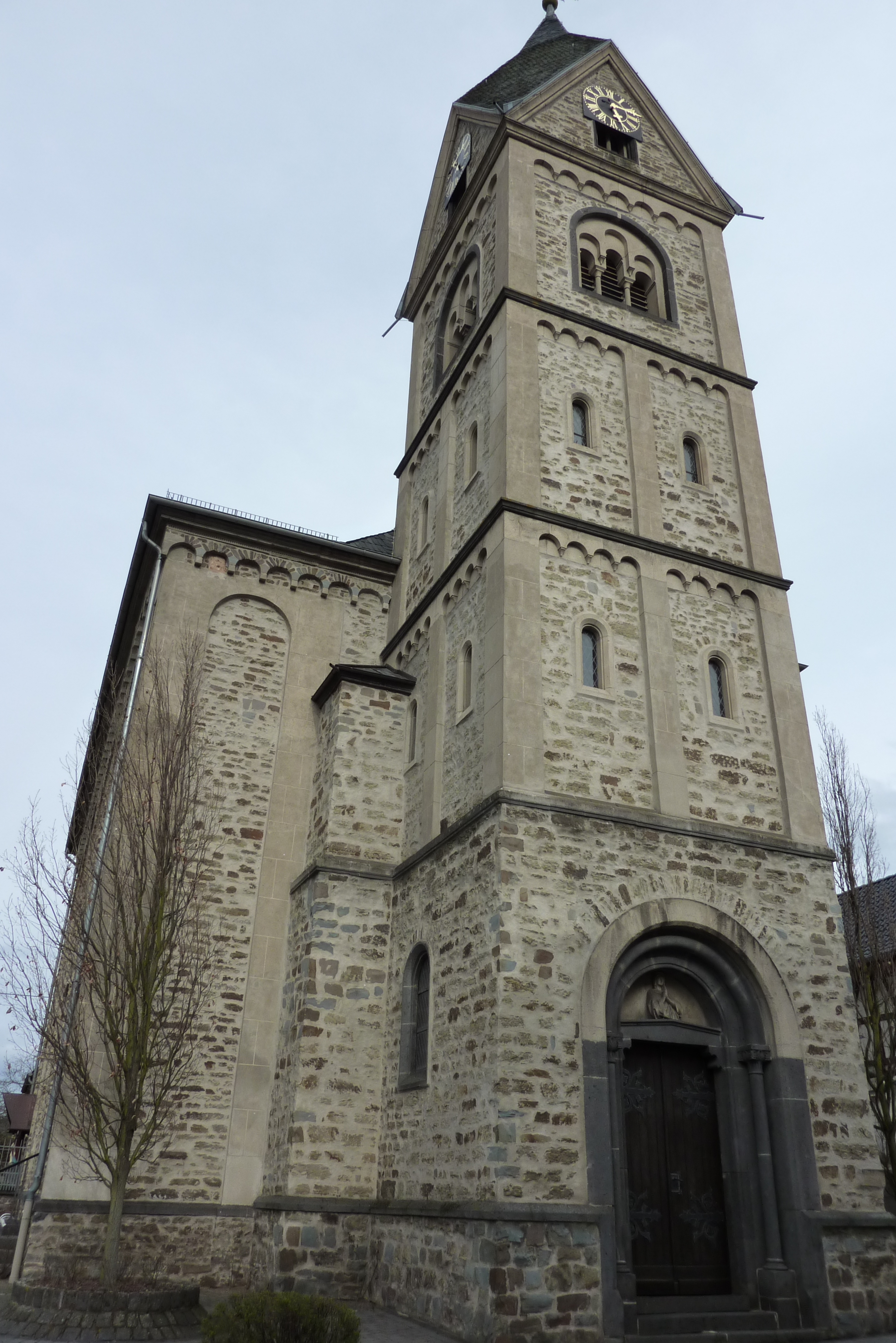
Kirche St. Peter in Westum

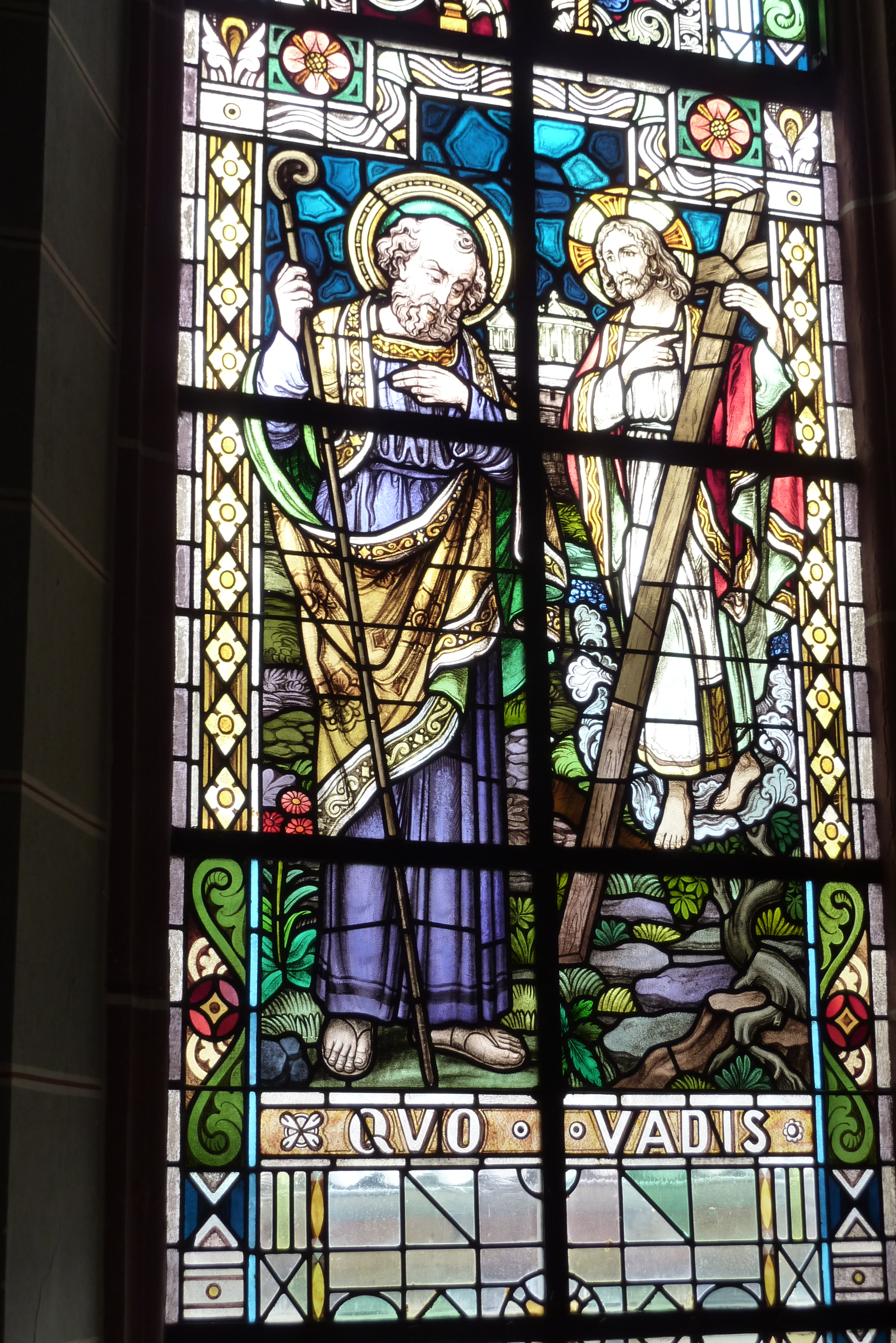
Quo vadis?-Fenster: Jesus und Petrus (links)

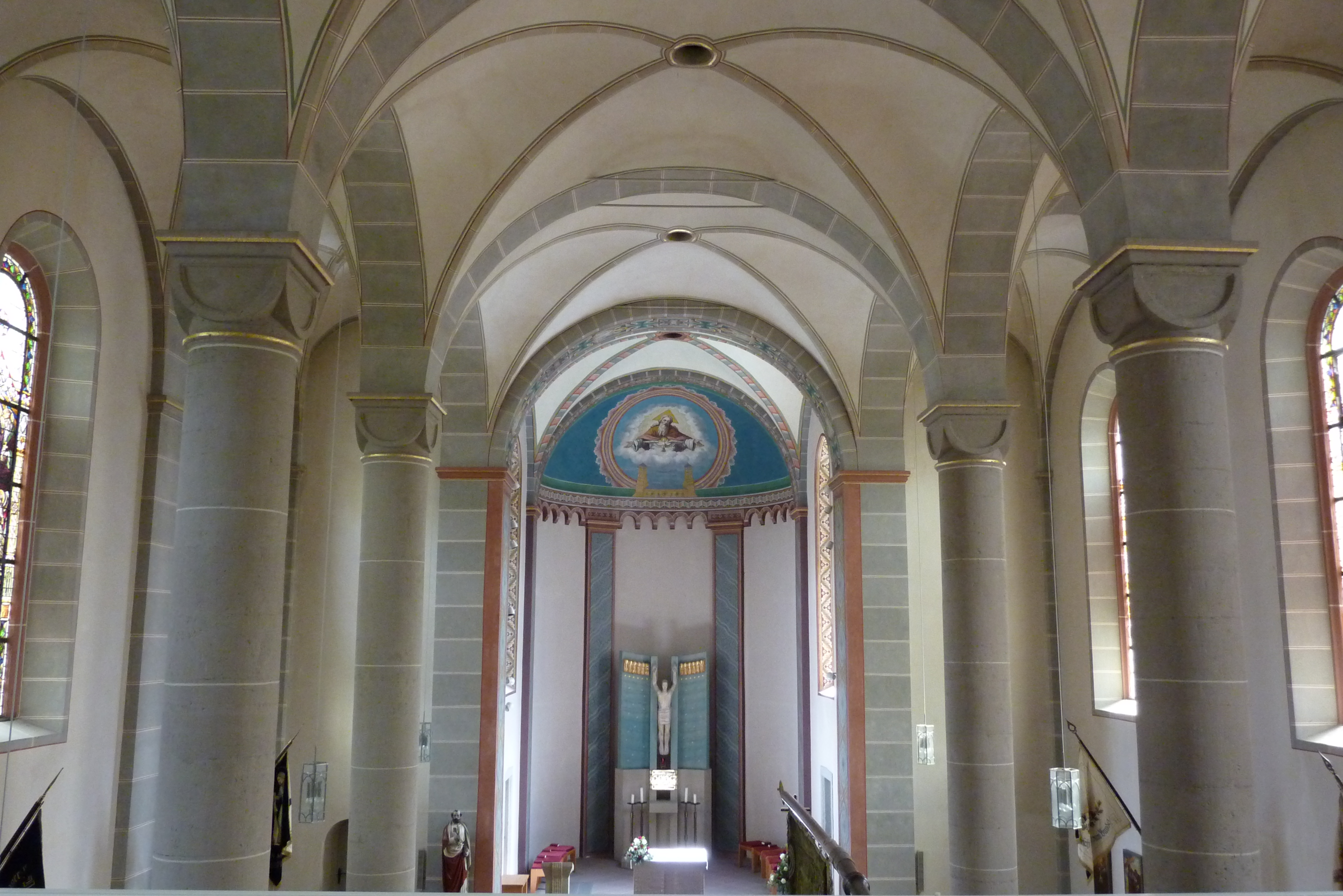
Innenansicht der Kirche

Die katholische Pfarrkirche St. Peter in Westum, einem Stadtteil von Sinzig im Landkreis Ahrweiler in Rheinland-Pfalz, wurde 1845/46 errichtet. Architekt war Ferdinand Nebel. Die Kirche an der Turmstraße 7 ist ein geschütztes Baudenkmal.

## Geschichte
Da die alte Kirche an gleicher Stelle für baufällig erklärt wurde, beschloss bereits 1841 die Gemeinde eine neue Kirche zu errichten. Die feierliche Grundsteinlegung fand am 17. Juli 1847 statt. Während der Bauzeit wurde der Gottesdienst im alten Turm, den man erhalten hatte, abgehalten.

## Beschreibung
Die dem heiligen Petrus gewidmete Kirche aus Bruchsteinen ist eine dreischiffige Hallenkirche mit vier Achsen. Da durch ein Unwetter im Jahr 1865 der Turm schwer beschädigt wurde, errichtete man 1868/72 einen neuen Turm nach den Plänen des Koblenzer Architekten Hermann Nebel, Sohn von Ferdinand Nebel. 1932 wurden an den Chor zwei Sakristeien angebaut.

## Bleiglasfenster
Die Bleiglasfenster wurden 1923 von der Glasmalerei Oidtmann in Linnich eingebaut.